# Вечерний Гродно
Вечерний Гродно — региональный информационно-аналитический еженедельник. Издаётся и распространяется в Гродно и Гродненской области. Тираж составляет 23 000 — 25 000 экземпляров. Выходит на двух языках: русском и белорусском.

## История
Газета основана в 2000 году. Пилотный номер вышел 1 июня 2000 года. Регулярно газета начала издаваться с июля 2000 года тиражом в 10 тысяч экземпляров. Первоначально газета печаталась в формате А2, 16 полос, но в октябре 2004 года стала печататься в формате А3, 32 полосы.
В 2004 году тираж газеты достиг 23 тысяч экземпляров.

## Аудитория
Согласно исследованию лаборатории Новак, в 2007 году средняя аудитория газеты составляла 145,4 тысячи человек. Регулярная и общая аудитория составляет 130,6 и 190,6 тысяч соответственно. В аудитории преобладают женщины (58 %), мужчин — 42 %.